# Viqueque (stad)
Viqueque is de hoofdplaats van het Oost-Timorese district Viqueque. Viqueque telt 24.387 inwoners (2010).